# 吴宝初
吴宝初（1915年—？），男，江苏宜兴人，畢業於國立西南聯合大學電機系、成都空軍機械學校高级班、中国飞航导弹与电子技术专家、仿真技术专家，曾任航天工业部第三研究院副总工程师、科学技术委员会副主任。